# Franz Hirschwälder
Franz Hirschwälder (* 7. September 1843 in Habelschwerdt, Landkreis Habelschwerdt, Provinz Schlesien; † 4. Februar 1886 in Bern) war ein deutscher römisch-katholischer Theologe aus der Grafschaft Glatz, der sich ab 1871 der Altkatholischen Kirche zuwandte, Hochschullehrer und Ehrendoktor der Universität Bern.

## Leben
Der Sohn eines Beamten und einer in direkter Linie von Martin Luther abstammenden Mutter widmete sich zunächst in Breslau dem Studium der Philologie und der Theologie. 1868 erhielt er die Ordination und strebte ab dem darauffolgenden Jahr an der Universität München unter Ignaz von Döllinger und Carl Adolf Cornelius die Promotion an. Da er sich ab 1871 aber stärker in der altkatholischen Bewegung engagierte, gab er dieses Vorhaben wieder auf.  
Gemeinsam mit anderen katholischen Christen, die sich weigerten, die Dogmen des Ersten Vatikanischen Konzils (1870) anzunehmen, wurde er im Jahr 1872 exkommuniziert. 
Im Auftrag der altkatholischen Komitees Köln und München nahm Franz Hirschwälder im selben Jahr in München, wo die Bewegung ihren Ausgang genommen hatte, seine Tätigkeit als Herausgeber des Organs für die katholische Reformbewegung Deutscher Merkur auf, die er bis 1874 ausübte, dem Jahr seiner Berufung als Professor an die kurz zuvor gegründete Katholisch-theologische Fakultät (altkatholischer bzw. christkatholischer Prägung) in Bern.  
Dort lehrte er Moraltheologie (ab 1874) und Dogmatik (ab 1875), zeitweise auch Liturgik.  
Franz Hirschwälder starb im Jahr 1886 im Alter von 42 Jahren in Bern. 

## Auszeichnungen
- 1884: Ehrendoktorat der Universität Bern